# Соланович, Владислав Андреевич
Владислав Андреевич Соланович (бел. Уладзіслаў Андрэевіч Салановіч; род. 26 мая 1999, Бобруйск, Могилёвская область) — белорусский футболист, защитник клуба «Белшина» из Бобруйска.

## Биография
Является воспитанником клуба «Белшина» из Бобруйска, с которым в 2018 году подписал свой первый профессиональный контракт. Дебютировал за основной состав команды 17 июня в игре с «Химиком» из Светлогорска, когда за пять минут до конца встречи он вышел на поле вместо Вячеслава Кривульца.
Проведя всего три матча за команду, вторую половину сезона провёл в аренде в команде «Виктория», выступавшей во второй белорусской лиге. Первую игру за клуб провёл 4 августа в гостях против «Горок». 22 сентября забил свой первый гол в карьере, на 10-й минуте матча с гомельским «Бумпромом» сравняв счёт. В итоге его команда победила 2:1. Всего за клуб провёл в турнире 8 игр, в которых отличился 2 раза.
По окончании аренды вернулся в «Белшину», с которой в 2019 году выиграл первенство в первой лиге Белоруссии. Соланович сыграл 22 матча и забил один мяч. 22 марта 2020 года дебютировал в составе бобруйского клуба в Высшей лиге, выйдя вместо Андрея Бежонова на 67-й минуте встречи с «Минском».
В мае 2023 года по решению контрольно-дисциплинарного комитета АБФФ был оштрафован за участие в договорных матчах и получил шестимесячную дисквалификацию в случае неуплаты штрафа.

## Достижения
«Белшина»
- Победитель Первой лиги Белоруссии: 2019

## Клубная статистика
| Выступление                | Выступление      | Выступление      | Лига | Лига | Кубки | Кубки | Конт. кубки | Конт. кубки | Итого | Итого |
| Клуб                       | Лига             | Сезон            | Игры | Голы | Игры  | Голы  | Игры        | Голы        | Игры  | Голы  |
| -------------------------- | ---------------- | ---------------- | ---- | ---- | ----- | ----- | ----------- | ----------- | ----- | ----- |
| Белшина                    | Первая лига      | 2018             | 3    | 0    | 1     | 0     | —           | —           | 4     | 0     |
| Белшина                    | Первая лига      | 2019             | 22   | 1    | 2     | 0     | —           | —           | 24    | 1     |
| Белшина                    | Высшая лига      | 2020             | 25   | 1    | 1     | 1     | —           | —           | 26    | 2     |
| Белшина                    | Высшая лига      | 2021             | 6    | 0    | 0     | 0     | —           | —           | 6     | 0     |
| Белшина                    | Итого            | Итого            | 56   | 2    | 4     | 1     | 0           | 0           | 60    | 3     |
| → Виктория (Марьина Горка) | Вторая лига      | 2018             | 8    | 2    | 0     | 0     | —           | —           | 8     | 2     |
| → Виктория (Марьина Горка) | Итого            | Итого            | 8    | 2    | 0     | 0     | 0           | 0           | 8     | 2     |
| Всего за карьеру           | Всего за карьеру | Всего за карьеру | 64   | 4    | 4     | 1     | 0           | 0           | 68    | 5     |